# Anna Maria von Phul

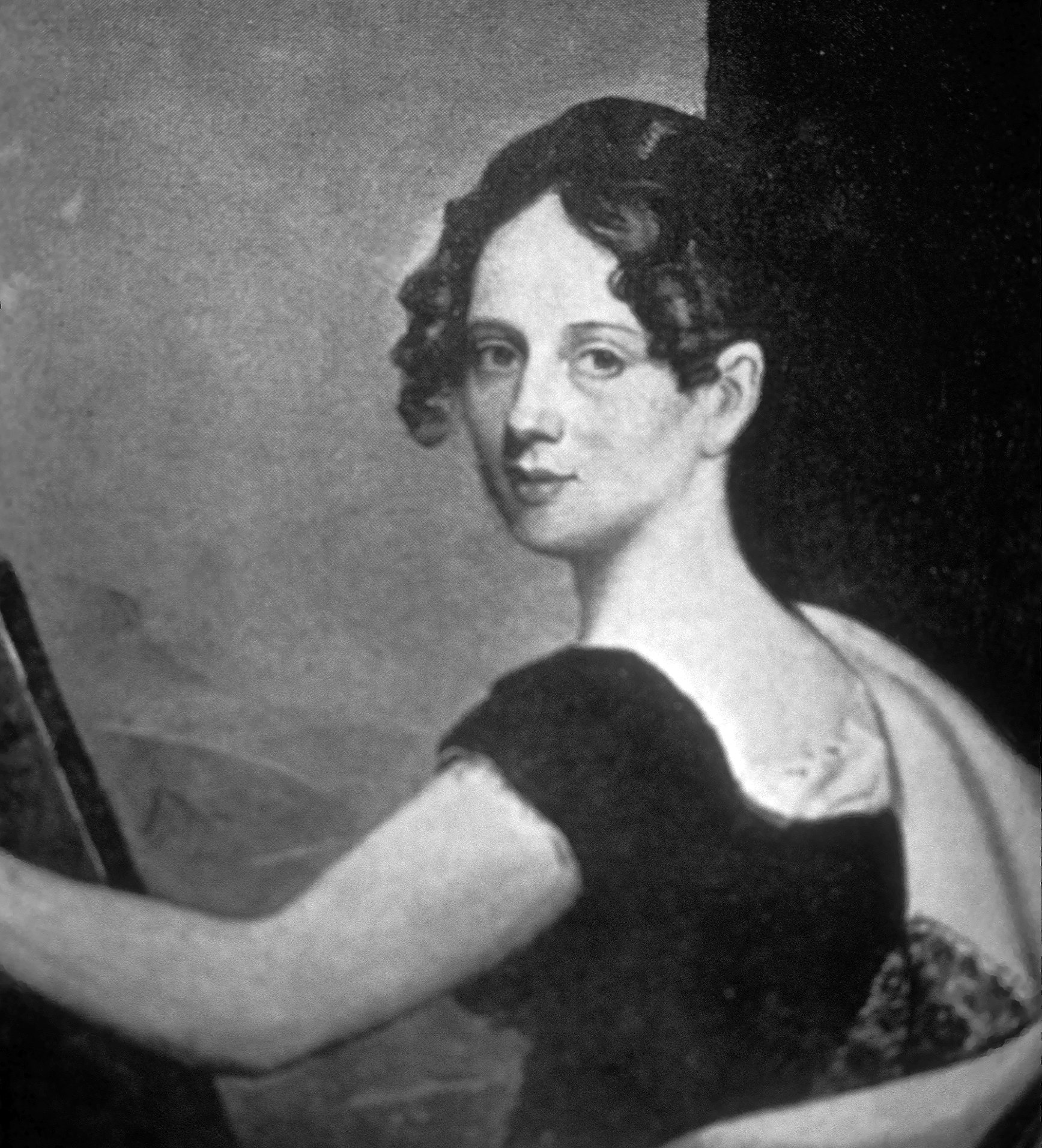
Anna Maria von Phul, 1817

Anna Maria von Phul (1786–1823) war eine amerikanische Künstlerin, die Aquarell verwendete, um lokale kreolische Kultur, einschließlich Architektur, Kleidung, Frisuren und andere Aspekte des täglichen Lebens zu veranschaulichen.

## Herkunft
Anna Maria von Phul stammte aus der Würtemberger Linie des alten, in der Mark Brandenburg ansässigen Adelsgeschlechts von Pfuel. Ihr Vater, Johann Willhelm von Phull (1739–1793) verkaufte sein südlich von Höchstädt an der Donau gelegenes Rittergut Mollberg, und wanderte 1764 nach Lancaster, in der Provinz Pennsylvania aus. Johann Wilhelm (jetzt William) diente als Offizier im Stab des George Washington und erwarb am Mississippi, in der Nähe von Baton Rouge in Louisiana, die Bel Air Plantation. 1775 heiratete er Catherine Graff († 1810).

## Leben

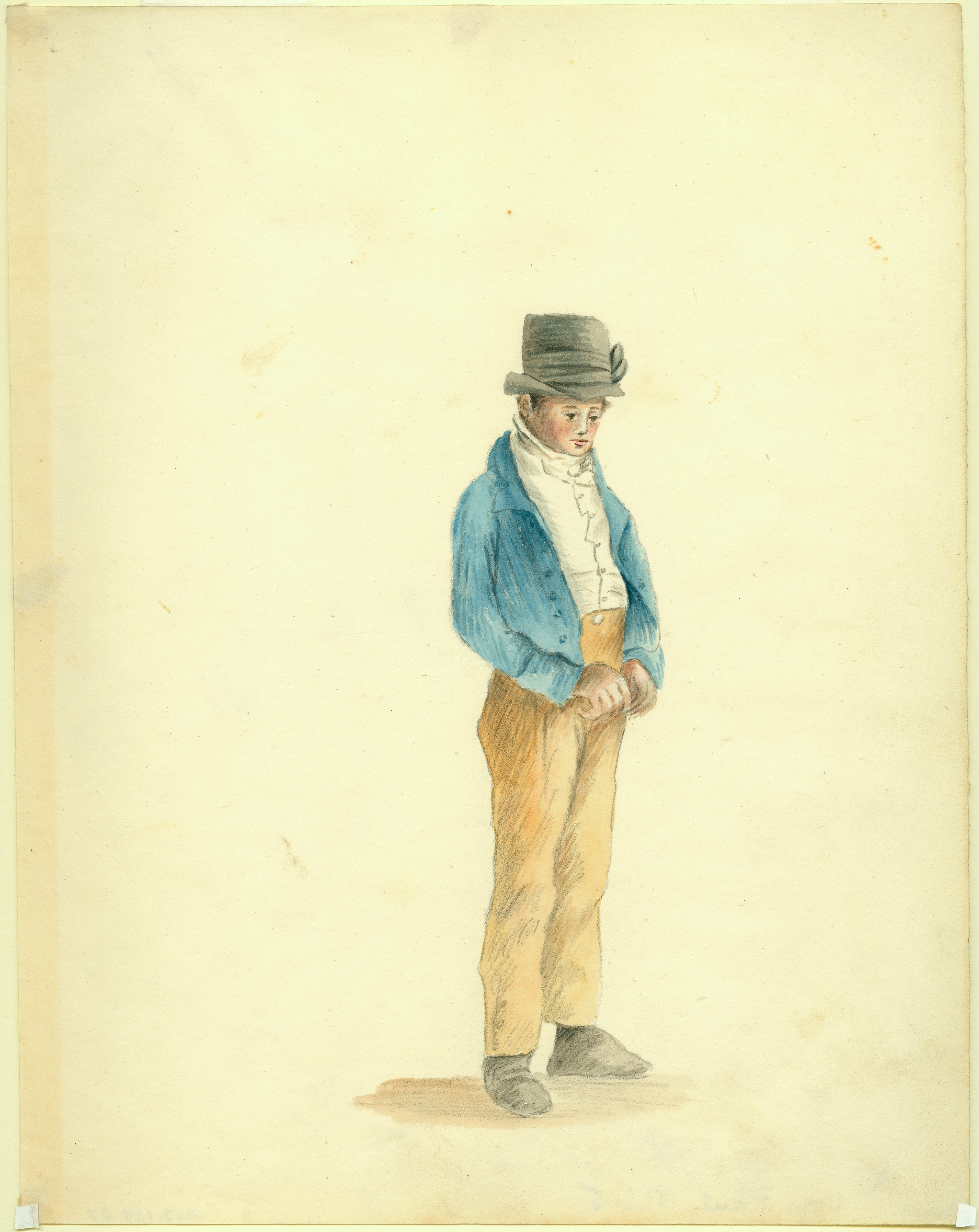
Aquarell eines Jungen mit Kastorhut in St. Louis, von Anna Maria von Phul, 1818

Anna Maria von Phul wurde 1786 in Philadelphia geboren. Nach dem Tod ihres Vaters in 1793, zog sie mit ihrer verwitweten Mutter und ihren Geschwistern nach Kentucky. Dort studierte sie in einer Damenakademie in Lexington Französisch und wurde von George und Mary Beck in Zeichnung und Aquarell unterrichtet. Im frühen neunzehnten Jahrhundert wurde das Zeichnen von vielen der elitären jungen Frauen betrieben, doch von Phul zeigte ein besonderes Talent und wurde von ihren Lehrern und der Familie dazu ermutigt ihre künstlerischen Studien fortzusetzen. Trotz ihres Talents verfolgte von Phul nie ernsthaft eine Karriere in der Kunst und entschied sich dazu mehr Zeit mit ihrer Familie zu verbringen. Sie hat ihre Kunst nie professionell betrieben und zeichnete nur in ihrer Freizeit. Die meisten ihrer Zeichnungen und Aquarelle wurden als Geschenke für ihre Freunde und Familie geschaffen.
Nach dem Tod ihrer Mutter im Jahr 1810 lebte Anna Maria mit ihrer Schwester, Sarah, welche kürzlich verwitwet war. Um 1817/18 reiste von Phul zu ihrem Bruder Henry von Phul (1784–1874) nach St. Louis und besuchte auch ihre Schwester in der Nachbarstadt Edwardsville, in Illinois. Zwischen 1817 und 1821 schuf von Phul den Großteil ihrer verbleibenden Kunstwerke. Die Skizzen und Aquarelle, die nach 1821 produziert wurden, sind verloren gegangen. Anna Maria von Phul starb am 28. Juli 1823, während sie ihre Schwester in Edwardsville besuchte. Ein Nachruf wurde im Edwardsville Spectator veröffentlicht.

## Werk

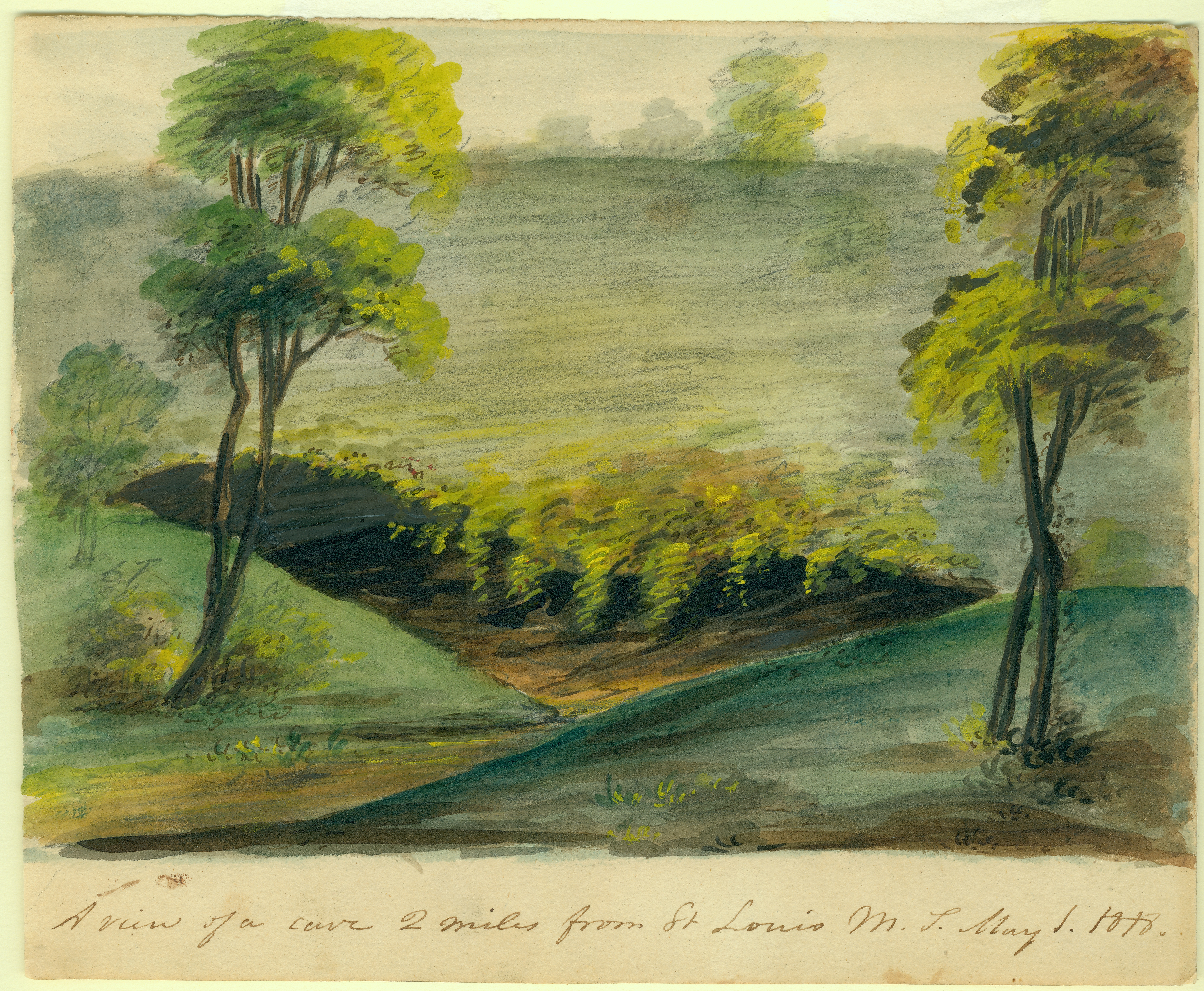
Aquarell von Anna Maria von Phul, „Die Ansicht einer Höhle, 2 Meilen von St. Louis, Missouri Territory“, 1818

Anna Maria von Phuls frühe Skizzen und Aquarelle beschränken sich größtenteils auf Landschaften und Silhouetten. Ihre späteren Werke zeigen verschiedene Aspekte des lokalen kreolischen Lebens in der Gegend von St. Louis, was ihr später den Titel „Die Augen des Missouri-Territoriums“ einbrachte. Ihre Aquarelle sind klein und fein gemalt, bieten aber wichtige Einblicke in das kreolische Leben des St. Louis im frühen neunzehnten Jahrhundert. Die Bilder sind historisch vor allem deshalb wichtig, da sie die Farben der kreolischen Kultur darstellen. Zu ihren Kunstwerken zählen Landschaften, Gebäude, Möbel, Kleidung, Schmuck, Frisuren, Pferdekutschen und Menschen, die typischen Alltagsaktivitäten nachgehen. Einige ihrer Arbeiten zeigen die Menschen der kreolischen Kultur als Arbeiterklasse. Sie füllte mehrere Skizzenbücher mit ihrer Arbeit, die später von ihren Nachkommen im Jahr 1953 wiederentdeckt und der Missouri Historical Society gespendet wurden. 2001 veröffentlichte Cathy Johnson eine Biografie über Anna Maria von Phul.